# Grytnäs kyrka
Grytnäs kyrka är en kyrkobyggnad i Grytnäs. Den tillhör Grytnäs församling i Västerås stift.

## Kyrkobyggnaden
Stenkyrkan uppfördes någon gång på 1300-talet. Under 1400-talet byttes kyrkorummets trätak ut mot kryssvalv av tegel. Kyrkan utökades på 1700-talet. 1730 byggdes nuvarande kor och 1794 uppfördes kyrktornet. Vid en restaurering 1980-1981 byggdes en läktare. Läktarbarriären har evangelist- och apostlafigurer från en predikstol byggd på 1600-talet.

## Inventarier
- Dopfunten är av medeltida ursprung.
- Ovanför ingången till sakristian finns ett medeltida processionskrucifix.
- Nattvardskärl och paten är från medeltiden.
- Nuvarande predikstol är byggd 1845.
- Nuvarande läktarorgel byggdes 1982-83 av Magnussons Orgelbyggeri i Göteborg. I orgeln ingår nio stämmor från en orgel byggd 1876 av P L Åkerman.

| Man I. Huvudverk C-g3 | Man II. Svällverk C-g3 | Pedal C-f1   | Koppel |
| --------------------- | ---------------------- | ------------ | ------ |
| Prestant 8'           | Borduna 16'            | Subbas 16'   | II/I   |
| Rörflöjt 8'           | Principal 8'           | Principal 8' | II/P   |
| Gamba 8'              | Flûte harmonique 8'    | Borduna 8'   | I/P    |
| Principal 4'          | Rörgedackt 8'          | Rörpommer 4' |        |
| Flûte octaviante 4'   | Salicional 8'          | Fagott 16'   |        |
| Waldflöjt 2'          | Oktava 4'              |              |        |
| Mixtur 3 chor         | Ekoflöjt 4'            |              |        |
| Trumpet 8'            | Flageolett 2'          |              |        |
|                       | Sesquialtera 2 chor    |              |        |
|                       | Corno 8'               |              |        |

### Webbkällor
- Grytnäs church
- Wikimedia Commons har media som rör Grytnäs kyrka.